# 欧州言語の日
欧州言語の日（英:European Day of Languages）は、9月26日に設定された記念日で、2001年12月6日に欧州評議会が制定した。
2001年は、欧州評議会と欧州連合(EU)が共同で実施したヨーロッパ言語の年であった。この記念日は、ヨーロッパ全域で言語学習を推進することを目的としている。

## 目的
ヨーロッパ言語の日の目的は以下のものである。
- 市民に言語学習の重要性を知らせ、多言語と異文化間の理解（英語版）を増大するために学習する言語を多様化すること。
- ヨーロッパの豊かな言語と文化の多様性を推進すること。
- 学校の内外で生涯にわたる言語の学習を推奨すること。

## 欧州の言語
ヨーロッパには225の固有の言語(indigenous language)があり、これは世界の言語の約3%に相当する。ヨーロッパの言語の多くは印欧祖語に由来する。18世紀末以降、（地理的でも母語話者の数でも）世界にもっとも広まったヨーロッパの言語はロシア語である。母語話者の数だけでも約1億5千万のヨーロッパ人が日常的にロシア語を使用している。次いでドイツ語（約9千5百万人）、フランス語・英語（それぞれ約6千5百万人）、イタリア語（約6千万人）、スペイン語・ポーランド語（それぞれ約4千万人）、ウクライナ語（約3千万人）、ルーマニア語（約2千6百万人）となっている。外国語研究に関しては、英語が現在ヨーロッパで最も人気がある外国語であり、ドイツ語、フランス語、イタリア語、ロシア語、スペイン語が続く。